# Mount Gimie
Mount Gimie – szczyt na wyspie Saint Lucia, w archipelagu Wysp Nawietrznych. Jest to najwyższy szczyt wyspy oraz całego państwa.